# Atollo Baa
L'atollo Baa è un atollo delle Maldive. Questo atollo amministrativo consiste di tre distinti atolli naturali.

## Isole

### Abitate
- Dharavandhoo
- Dhonfanu
- Eydhafushi
- Fehendhoo
- Fulhadhoo
- Goidhoo
- Hithaadhoo
- Kamadhoo
- Kendhoo
- Kihaadhoo
- Kudarikilu
- Maalhos
- Thulhaadhoo

### Disabitate
- Ahivaffushi
- Aidhoo
- Anhenunfushi
- Bathalaa
- Bodufinolhu
- Boifushi
- Dhakendhoo
- Dhandhoo
- Dhigufaruvinagandu
- Dhunikolhu
- Enboodhoo
- Fehenfushi
- Finolhas
- Fonimagoodhoo
- Fulhadhoorah kairi finonolhu
- Funadhoo
- Gaagandufaruhuraa
- Gaavillingili
- Gemendhoo
- Hanifaru
- Hanifarurah
- Hibalhidhoo
- Hirundhoo
- Horubadhoo
- Hulhudhoo
- Innafushi
- Kanifusheegaathu finolhu
- Kanifushi
- Kashidhoogiri
- Keyodhoo
- Kihaadhufaru
- Kihavah-huravalhi
- Kudadhoo
- Kunfunadhoo
- Landaagiraavaru
- Lunfares
- Maaddoo
- Maafushi
- Maamaduvvari
- Maarikilu
- Madhirivaadhoo
- Medhufinolhu
- Mendhoo
- Milaidhoo
- Miriandhoo
- Muddhoo
- Muthaafushi
- Nibiligaa
- Olhugiri
- Thiladhoo
- Ufuligiri
- Undoodhoo
- Vakkaru

Isole turistiche, aeroporti e isole industriali sono considerate disabitate.